# Festivali i Këngës
«Festivali i Këngës» (с алб. — «Конкурс песни», также известный по аббревиатуре FiK или как просто Fest) — албанский конкурс песни, организованный вещателем Radio Televizioni Shqiptar (RTSH) и транслирующийся в Албании, Косово, Северной Македонии и Черногории. Проводится ежегодно с 1962 года в столице Албании Тиране.
На протяжении всей его истории использовались различные презентации песен, начиная с интерпретаций только для радио в первые несколько лет, живых выступлений, воспроизведений, ремейков и даже дуэтов с участием других певцов. Победители традиционно выбираются жюри, однако применялись и другие методы голосования, такие как телеголосование или региональные жюри. Иногда главный член жюри обладает вдвое большим правом голоса, чем другие. С 2003 года фестиваль является национальным отбором на конкурс песни «Евровидение».
Рекордсменом по количеству побед на фестивале является Ваче Зела, выигравшая конкурс одиннадцать раз. За ней следуют Тонин Тершана с четырьмя победами и Аурела Гаче, Маньола Наллбани и Эльза Лила с тремя победами. 
Последний выпуск Festivali i Këngës стал 63-м по счёту и прошёл с 19 по 22 декабря 2024 года во Дворце конгрессов в Тиране. Его победителем стал фолк-дуэт Shkodra Elektronike с песней «Zjerm» (Огонь), представивший Албанию на конкурсе песни «Евровидение-2025», на котором занял 8-е место.

## История

### Начало. Фестиваль во времена коммунистической диктатуры Энвера Ходжи
В начале 60-х годов с развитием новой социалистической культуры в Албании у RTSH возникла идея создать национальный фестиваль песни, в котором бы принимали участие известные и начинающие албанские певцы. Фестиваль итальянской песни в Сан-Ремо, состоявшийся на тот момент уже 11 раз, был взят за основу будущего фестиваля албанской песни.
Первый выпуск Festivali i Këngës прошёл 21, 22, 23 и 26 декабря 1962 года в здании Тиранской государственной консерватории (ныне – здание Университета искусств Албании). В нём приняло участие 20 песен, исполненных в нескольких вариациях различными певцами. Победу в первом и последующих конкурсах присуждали финальному исполнению песни – таким образом победила песня «Fëmija i parë» (Первый ребёнок) в исполнении Ваче Зела.
Далее фестиваль развивался, привлекая к участию новых исполнителей и песен молодых композиторов и поэтов. Во времена коммунизма конкурсные работы были строго сосредоточены вокруг лёгкой музыки. Со временем, начиная с записей нейтральной тематики, фестиваль стал инструментом правящей Коммунистической партии Албании в продвижении своих идеалов.
11-й фестиваль, прошедший в 1972 году стал поворотным моментом в истории конкурса. Организаторы ввели некоторые нововведения и допустили большее разнообразие песен и их исполнения. Допускалась к исполнению бит-музыка и рок-н-рол. Например, известный албанский исполнитель авторской песни Франческ Ради дебютировал на этом фестивале с рок-композицией «Kur dëgjojmë zëra nga bota» (Когда мы слышим голоса мира), посвящённой войне во Вьетнаме. Такие новации были восприняты как недопустимый «либерализм», «подрыв культуры социалистического реализма» и «преклонение перед Западом». Диктатор Энвер Ходжа обвинил организаторов фестиваля в том, что они подвергают страну опасности «аморальными аспектами» в своих песнях и выступлениях и назвал их «врагами общества». Главных организаторов шоу обвинили в заговоре против страны и развращении молодёжи. На прошедшем после конкурса 4-м пленуме Центрального комитета АПТ фестиваль подвергся резкой критике. В своей речи Ходжа выступил против директора RTSH Тоди Лубоньи и секретаря пропаганды Тиранского партийного комитета Фадиля Пачрами, заключённых впоследствии в тюрьму. Все исполнявшиеся на 11-м фестивале песни были запрещены, некоторые участвовавшие исполнители, поэты и композиторы (как, например, тот же Франческ Ради) были заключены в тюрьму, сосланы в трудовые лагеря или дальние уголки страны, за ними велась слежка Сигурими.
После 11-го выпуска Festivali i Këngës пережил период крайнего давления и цензуры. Правящая партия наложила многочисленные санкции на творчество конкурса и установила строгую цензуру на всё, что правительство сочло неуместным. Это проявлялось в ограничении костюмов и диапазона движений исполнителей во время выступления. Песни тщательно отслеживались, их тексты, как правило, были посвящены истории и развитию страны, а также партии и её главным фигурам.

### Либерализация 80-х годов
К середине 80-х годов цензура начала ослабевать. На фестивале 1984 года, ещё до смерти Энвера Ходжи, жюри впервые за долгое время вручили первое место песне о любви «Çel si gonxhe dashuria» (Как цветок цветёт любовь) в исполнении Гезима Челы и Нертилы Коки, поставив патриотические песни «Të përshëndes Atdheu Im» (Приветствать мою Родину) в исполнении Гачо Чако и «Me zërin e Atdheut» (С зовом Родины) в исполнении Бурбуче Рады на второе место. После смерти Энвера Ходжи в апреле 1985 года на прошедшем в декабре Festivali i Këngës 24 множество песен были посвящены смерти диктатора. Однако на фестивале победила песня о любви «Në moshën e rinisë» (В юном возрасте) в исполнении Парашкеви Симаку.
В дальнейшем изменения в текстах стали очень резкими. Хотя многие песни всё ещё были посвящены любви к Родине, песни о партии больше не имели успеха у жюри и зрителей. Нертила Кока и Анита Битри быстро стали любимыми новыми исполнительницами песен о любви, в то время как Парашкеви Симаку, Ирма Либохова и Морена Река из года в год будоражили молодёжь всё более либеральными и политическими песнями. Рок-группы, такие как «Tingulli i Zjarrtë» и «Djemtë e Detit», оказали значительное влияние посылами своих песен. Также они привнесли рок-музыку на албанскую музыкальную сцену, жанр, который успешно существует по сей день и который легко можно заметить даже в современных записях FiK, в значительной части которых используются электрогитары. Общая либерализация фестиваля имела молчаливое согласие руководства Компартии всё это время, прежде всего в результате их осознания того, что дни коммунизма в Восточной Европе подходят к концу. Широкая публика, однако, была менее осведомлена о неизбежности таких изменений в политическом порядке, из-за чего выступления производили неоднозначный эффект, вызывая как возмущение, так и надежду. 
Хотя Албания была последней страной в Восточной Европе, которая рассталась с коммунистическим правлением в 1992 году, записи FiK уже к 1988 году сигнализировали о переменах. После песен о любви, победителей фестивалей 1986 («Dy gëzime në një ditë» (Две радости за один день) в исполнении Нертилы Коки) и 1987 («Nuk e harroj» (Я не забуду) в исполнении Ирмы и Эранды Либохова) годов, на фестивале 1988 года победителем стала песня «E duam lumturinë» (Мы хотим счастья) в исполнении Парашкеви Симаку и детского хора. В ней поётся о подрастающем поколении и детском счастье – метафоре о грядущих переменах в обществе и мечтах о свободе. А в песне-победителе следующего фестиваля, «Toka e diellit» (Страна солнца) в исполнении трио Фредерика Ндочи, Маньолы Наллбани и Юлии Ндочи, поётся о надежде на светлое будущее Албании, несмотря на наступающие тяжёлые времена. 
Кроме того, с общей демократизацией были амнистированы певцы, участвовавшие ранее и заключённые в тюрьму после 11-го фестиваля. Так, Франческ Ради вернулся на сцену фестиваля в 1987 году, исполнив песню «Tre Vëllezërit» (Три брата) в трио с Робертом Алиай и Грамозом Бубой. 

### 90-е года: новые страницы истории фестиваля
С падением коммунизма в начале 90-х годов у Festivali i Këngës произошёл временный скачок как в качестве, так и в разнообразии. Темы песен разнились: многие песни были посвящены любви, в то время как другие имели социальный посыл и отражали переходный период, который переживала страна. Песни-победители 1991 (песня Ардита Гебреа «Jon» в его собственном исполнении) и 1992 (песня Османа Мулы «Pesha e fatit» (Тяжесть судьбы) в исполнении Александра Гьоки, Маньолы Наллбани и Виктора Тахирая) годов были посвящены теме миграции и свободы и отражали положение дел в Албании в то время. В этот период зрители и участники конкурса также впервые познакомились со словом «Бог». До этого религия была вне закона и слово «Бог» не разрешалось произносить публично. Одежда и выступления певцов с течением времени становились всё более экстравагантными, а такие участницы, как Блеона Керети, Ледина Чело и Аделина Исмайли стали одними из самых заметных законодателей моды новой эры.
Фестивали 90-х годов привлекли огромное количество новых артистов. Участие певцов из-за пределов Албании (как, например, косоваров Сабри Фейзуллаху, Михрии Брахи и Альберие Хадерджонай, черногорского албанца Арменда Реджепагичи, а также Фитнете Туды из Северной Македонии) стало огромным дополнением к истории фестиваля в течение этого десятилетия. До этого страна находилась в изоляции и участие зарубежных артистов не представлялось возможным. Также многие звёзды современной албанской поп-музыки, как Аурела Гаче, Ледина Чело и Энеда Тарифа дебютировали именно на сцене Festivali i Këngës в 90-е годы, будучи ещё подростками.
В 1996 году сцена Festivali i Këngës приветствовала новичка Эльзу Лилу с выступлением, которое глубоко тронуло сердца жюри и публики чистотой её голоса. Она выиграла этот конкурс с песней «Pyes lotin» (Спрашиваю слезу) и одержала ещё одну победу в следующем 1997 году с песней «Larg urrejtjes» (Прочь от ненависти). Эти песни отражали сложную реальность страны, в особенности после краха финансовых пирамид, события, которое вызвало хаос по всей Албании. Несмотря на трудные времена, Festivali i Këngës никогда не прекращал свою трансляцию и продолжал проводиться в последние недели декабря, как это и происходило каждый год с момента его создания.
В 1998 году Альберие Хадерджонай стала первой косовско-албанской певицей, выигравшей конкурс с балладой «Mirësia dhe e vërteta» (Доброта и правда). Песня содержала гуманитарный антивоенный посыл. Её часто называют «песней для Косово», относящейся к войне 1998 – 1999 годов.
Вплоть до 1999 года Festivali i Këngës был крупнейшим музыкальным событием в Албании. Его популярность начала падать после введения других конкурсов, таких как Top Fest и Kënga Magjike, которые были более либеральны в отношении участия и выбора исполнителей, и в конечном итоге начали давать более высокие рейтинги. Однако с дебютом Албании на конкурсе песни «Евровидение» в 2004 году Festivali i Këngës вновь вызвал большой интерес на национальном и, что немаловажно, международном уровнях, так как был выбран в качестве отборочного конкурса на конкурс песни «Евровидение». Фестиваль получил приток зрителей, когда в 2003 году на сцену FiK вышла ещё одна молодая талантливая певица Аньеза Шахини. Недавно она выиграла шоу талантов «Ethet e së Premtes Mbrëma» («Албанский идол») за несколько месяцев до участия в FiK, и публика была очень впечатлена её голосом и очаровательным выступлением на сцене.

### Конкурс песни «Евровидение»
42-й выпуск Festivali i Këngës стал первым отбором на конкурс песни «Евровидение» от Албании. Аньеза Шахини выиграла фестиваль с песней «Imazhi Yt» (Твой образ) и обогнала подающую надежды профессиональную певицу Маризу Икономи с песней «Mbi Urë» (По мосту), сместив её на второе место. В знак разочарования Мариза бойкотировала сцену, когда были объявлены результаты. В этом выпуске многое было поставлено на карту, поскольку победитель стал бы первым в истории представителем Албании на Евровидении. Аньеза продолжила петь на «Евровидении-2004», заняв почётное 7-е место с англоязычной вариацией «The Image of You» своей песни.
С тех пор к фестивалю возрос международный интерес: поклонники «Евровидения» из Европы и за её пределами всё чаще следят за конкурсом через прямые интернет-трансляции и спутниковые каналы. Каждый год хэштеги, связанные с Festivali i Këngës, появлялись в Твиттере во многих европейских странах во время прямого эфира финала. Festivali i Këngës обычно является первым национальным отбором сезона «Евровидения», когда страны объявляют свои конкурсные работы для участия в главном конкурсе в мае. Из-за того, что он обычно проводится на рождественской неделе, поклонники «Евровидения» называют этот период времени «ФИКмас».
Участие Албании на «Евровидение» принесло много запоминающихся записей и выступлений как признанных, так и начинающих музыкантов. Лучшим результатом на сегодняшний день стало выступление косовско-албанской певицы Роны Нишлиу с песней «Suus» (Свой), занявшей 2-е место в полуфинале и 5-е в финале конкурса песни «Евровидение-2012».
| Год  | Артист(ы)                       | Песня                     | Язык                  | Перевод                            | Полуфинал                                   | Полуфинал                                   | Финал                                       | Финал                                       |
| Год  | Артист(ы)                       | Песня                     | Язык                  | Перевод                            | Место                                       | Баллы                                       | Место                                       | Баллы                                       |
| ---- | ------------------------------- | ------------------------- | --------------------- | ---------------------------------- | ------------------------------------------- | ------------------------------------------- | ------------------------------------------- | ------------------------------------------- |
| 2004 | Аньеза Шахини                   | «The Image of You»        | Английский            | «Твой образ»                       | 4                                           | 167                                         | 7                                           | 106                                         |
| 2005 | Ледина Чело                     | «Tomorrow I Go»           | Английский            | «Завтра я ухожу»                   | Автоматически прошла                        | Автоматически прошла                        | 16                                          | 53                                          |
| 2006 | Луиз Эйлли                      | «Zjarr e ftohtë»          | Албанский             | «Холодный огонь»                   | 14                                          | 58                                          | Не прошли в финал                           | Не прошли в финал                           |
| 2007 | Фредерик Ндочи                  | «Hear My Plea»            | Английский, албанский | «Услышь vою мольбу»                | 17                                          | 49                                          | Не прошли в финал                           | Не прошли в финал                           |
| 2008 | Ольта Бока                      | «Zemrën e lamë peng»      | Албанский             | «Мы поставили ставкой наши сердца» | 9                                           | 67                                          | 17                                          | 55                                          |
| 2009 | Кейси Тола                      | «Carry Me in Your Dreams» | Английский            | «Возьми меня в свои мечты»         | 7                                           | 73                                          | 17                                          | 48                                          |
| 2010 | Юлиана Паша                     | «It's All About You»      | Английский            | «Это всё о тебе»                   | 6                                           | 76                                          | 16                                          | 62                                          |
| 2011 | Аурела Гаче                     | «Feel the Passion»        | Английский, албанский | «Почувствуй страсть»               | 14                                          | 47                                          | Не прошла в финал                           | Не прошла в финал                           |
| 2012 | Рона Нишлиу                     | «Suus»                    | Албанский, латинский  | «Свой»                             | 2                                           | 146                                         | 5                                           | 146                                         |
| 2013 | Адриан Люльгюрай & Бледар Сейко | «Identitet»               | Албанский             | «Идентичность»                     | 15                                          | 31                                          | Не прошли в финал                           | Не прошли в финал                           |
| 2014 | Херциана Матмуя                 | «One Night's Anger»       | Английский            | «Гнёв одной ночи»                  | 15                                          | 22                                          | Не прошли в финал                           | Не прошли в финал                           |
| 2015 | Эльхаида Дани                   | «I’m Alive»               | Английский            | «Я жива»                           | 10                                          | 62                                          | 17                                          | 34                                          |
| 2016 | Энеда Тарифа                    | «Fairytale»               | Английский            | «Сказка»                           | 16                                          | 45                                          | Не прошли в финал                           | Не прошли в финал                           |
| 2017 | Линдита                         | «World»                   | Английский            | «Мир»                              | 14                                          | 76                                          | Не прошли в финал                           | Не прошли в финал                           |
| 2018 | Евгент Бушпепа                  | «Mall»                    | Албанский             | «Ностальгия»                       | 8                                           | 162                                         | 11                                          | 184                                         |
| 2019 | Йонида Маличи                   | «Ktheju tokës»            | Албанский             | «Возвращение на Родину»            | 9                                           | 96                                          | 17                                          | 90                                          |
| 2020 | Арилена Ара                     | «Fall from the Sky»       | Английский            | «Падение с небес»                  | Конкурс был отменён из-за пандемии COVID-19 | Конкурс был отменён из-за пандемии COVID-19 | Конкурс был отменён из-за пандемии COVID-19 | Конкурс был отменён из-за пандемии COVID-19 |
| 2021 | Анджела Перистери               | «Karma»                   | Албанский             | «Карма»                            | 10                                          | 112                                         | 21                                          | 57                                          |
| 2022 | Ронела Хаяти                    | «Sekret»                  | Албанский, английский | «Секрет»                           | 12                                          | 58                                          | Не прошла в финал                           | Не прошла в финал                           |
| 2023 | Альбина и семья Кельменди       | «Duje»                    | Албанский             | «Люби»                             | 9                                           | 83                                          | 22                                          | 76                                          |
| 2024 | Беса Кокедима                   | «Titan»                   | Албанский             | «Титан»                            | 14                                          | 15                                          | Не прошла в финал                           | Не прошла в финал                           |
| 2025 | Shkodra Elektronike             | «Zjerm»                   | Албанский             | «Огонь»                            | 2                                           | 122                                         | 8                                           | 218                                         |

## Факты
- Изначально на Festivali i Këngës каждая песня исполняется два или три раза разными певцами или дуэтами, однако победителем будет объявлена только одна из исполненных версий. Такой способ исполнения сохранялся по 23-й фестиваль (исключая 11-й).
- Первые выпуски Festivali i Këngës транслировались по радио, так как регулярное телевещание началось лишь в 1971 году.
- Также в первых выпусках Festivali i Këngës жюри присуждали одну первую, две вторые и три третьи премии. Такой рейтинг использовался по 28-й фестиваль с небольшими исключениями. Например, в 1970 году первое место заняли сразу две песни. А на 11-м фестивале, последовав примеру Сан-Ремо, жюри впервые объявили одно первое, одно второе и одно третье места.
- В 1994 году Мариза Икономи стала самой молодой певицей, участвовавшей в фестивале в возрасте 12 лет, в дуэте с Франческом Ради и песней «Telefonatë zemrash» (Телефонный звонок сердец).
- В 1995 году песня «E Doni Dashurinë» (Вы любите любовь) Луана Жегу и Ледины Чело стала самой аплодируемой песней в истории песенного фестиваля на сегодняшний день, общее время аплодисментов составило 7 минут и 11 секунд.
- В 1998 году первая косовско-албанская певица Альберие Хадержонай с песней «Mirësia dhe e vërteta» (Доброта и правда) была объявлена победительницей.
- В 2016 году технология голограммы была использована для воспроизведения выступления Ваче Зелы с песней «O Moj e Bukur Arbëri» (О моя прекрасная Албания) в качестве дани уважения культовой певице почти через три года после её смерти[16][17].
- С 42-го по 60-й выпуск Festivali i Këngës победитель фестиваля становился представителем Албании на Евровидении. Ему необходимо было изменить песню, чтобы она подходила под требования конкурса, при желании участник также мог поменять минусовку или язык своей песни. В 2022 году было объявлено, что победитель Festivali i Këngës 61 не представит Албанию на Евровидении-2023: первые три места будут выбраны жюри, в то время как участник Евровидения будет определён отдельным СМС-голосованием телезрителей[18]. Такая же система была использована на следующем конкурсе Festivali i Këngës 62[19][20] для выбора участника для Евровидения-2024. В 2024 году стало известно, что участником Евровидения-2025 от Албании вновь станет победитель следующего конкурса Festivali i Këngës 63, который будет определён голосованием жюри, зрителей из Албании и Косово (СМС-голосование) и зарубежных зрителей («голоса диаспоры», онлайн) в соотношении 50/25/25.

## Скандалы и инциденты
- В 1963 году Бесник Таравеши стал первым певцом, подвергшимся судебному преследованию со стороны коммунистической диктатуры, опередив многих за всю историю фестиваля. Это произошло из-за его интерпретации и неправильного произношения слова в песне «Djaloshi dhe shiu» (Мальчик и дождь)[21].
- В 1964 году победу на фестивале одержала песня «Margjelo» (Марджело) в исполнении Николин Джерджи, однако эта песня была дисквалифицирована после того, как выяснилось, что она была исполнена до официальных дат фестиваля. Победителем по умолчанию стала занявшая второе место песня «Dritaren kërkoj» (Ищу окно) Ваче Зелы, хотя позднее RTSH также присудили символическую премию песне Ваче Зелы «Sot jam 20 vjeç» (Сегодня мне 20 лет).
- В 1972 году Энвер Ходжа назвал организаторов Festivali i Këngës 11 «врагами народа» и обвинил в заговоре против страны. Многие из них были репрессированы после обвинений в том, что они подвергли опасности менталитет страны, привнеся в шоу аморальный аспект, и составили заговор против правительства, оказав влияние на албанскую молодёжь того времени. Тогдашний генеральный директор RTSH Тоди Лубонья вместе с директором фестиваля Михалом Луараси и певцом Шерифом Мердани были приговорены и оставались в заключении шестнадцать лет до 1989 года, в то время как многим другим фигурантам было запрещено работать на телевидении и/или они были депортированы в отдаленные албанские города.[5][6] Эти наказания были использованы в качестве примера и заявления для будущих организаторов. Этому событию посвящена книга «Festivali i Njëmbëdhjetë» (11-й фестиваль), написанная Скифтером Келличи.
- В 1980 году ходили слухи, что правительство вмешалось в выбор победителя, отдав победу «Shoqet tona ilegale» (Наши друзья-нелегалы) Ваче Зелы вместо «Njerëzit e agimeve» (Люди рассвета) Алиды Хиску. В то время как первая песня посвящена тайной дружбе между партизанами во время национального освобождения Албании от нацистских сил, во второй содержатся явные отсылки на интеллектуальное пробуждение и идеи просвещения, о чём свидетельствуют её строки: «Поколения давно мечтали о пробуждении, с солнцем в сердцах и со светом в глазах, среди огненных рассветов новое поколение растёт, оно сеет новые дни, как пшеницу» – концепции, которые сильно контрастируют с философией диктатуры Энвера Ходжи. Позже за заметку в личном дневнике о тяжёлой жизни рабочих в деревне[22] Алида была исключена из партии и подверглась преследованиям со стороны Сигурими, ей было запрещено выходить на сцену.
- В 1987 году сообщалось, что Козма Души с песней «Lot me ty o djalë» (Эй, мальчик, мы плачем с тобой) должен был быть объявлен победителем, однако за несколько минут до того, как жюри вынесло свое решение, вдова правителя страны Неджмие Ходжа заявила, что она не хотела, чтобы эта песня победила, поэтому для победы была выбрана другая песня.
- В 1997 году у Альмы Бекташи произошел сбой в гардеробе на сцене: её платье упало, обнажив грудь. Камерам удалось избежать инцидента, однако зрители получили о нём полное представление.
- В 1999 году Ирма и Эранда Либоховы рано покинули место проведения фестиваля, думая, что их песня «Apokalipsi» (Апокалипсис) не победит. Изначально их песня была объявлена победителем, но на следующий день выяснилось, что вместо неё победила песня Аурелы Гаче «S’jam tribu» (Я не из племени) из-за просчета голосов жюри, объявленного главным присяжным Ваче Зелой.
- В 2003 году певица Мариза Икономи, которая стремилась впервые представить Албанию на конкурсе песни «Евровидение», покинула площадку в знак протеста, когда было объявлено, что её песня «Mbi Urë» (По мосту) заняла 2-е место, уступив «Imazhi Yt» (Твой образ) Аньезы Шахини.
- В 2004 году продюсеры песни «Nesër shkoj» (Завтра я ухожу) подали в суд на Ледину Чело за то, что она подписала контракты с телефонной компанией, предварительно не проконсультировавшись с ними. Её также обвинили в том, что она не посещала конференции, организованные продюсерами, и в том, что она недостаточно отрепетировала песню. Иск был отклонен в течение недели с момента его подачи.
- В 2006 году Грета Кочи была так разочарована своим 5-м местом с песней «Eja zemër» (Давай, детка), что разрыдалась, в то время как её мать столкнулась с 7 членами жюри фестиваля с обвинениями в коррупции и некомпетентности.
- В 2007 году Блеро выбыл из соревнований, заявив, что анонимный абонент попросил у него крупную сумму денег в обмен на победу. Он также утверждал, что первые три позиции уже были определены организаторами до начала мероприятия. Жюри и администрация фестиваля ответили в заявлении для прессы, что именно Блеро попросил первый приз, отправив SMS, в котором говорилось, что он откажется, если его победа не будет гарантирована.
- Также в 2007 году Маньола Наллбани обвинила руководство фестиваля в том, что они саботировали её песню. Её голос вообще не был слышен в зале, вместо этого публика слышала только оркестр и воспроизведение. Это подтвердила генеральный директор фестиваля Замира Колечи. Наллбани заявила, что больше не будет участвовать в этом мероприятии, и назвала некоторых организаторов мафиози. Тем не менее, она вернулась на сцену Festivali i Këngës в 2017 году и приняла участие в нём ещё дважды.
- Издание 2007 года также вызвало огромную общественную реакцию и массовое внимание прессы после того, как песня «Jeta kërkon dashuri» (Жизни нужна любовь) Флаки Крелани и Дорунтины Диша заняла второе место, что вызвало обвинения в коррупции в адрес жюри, а именно Джергджа Джувани и Албана Скендерая. Эти два судьи не присудили этой песне ни одного балла, в то время как четыре судьи присудили ей максимальное количество баллов, а Рудина Магистари присудила ей второе место по количеству баллов. Генеральный директор Замира Колечи в интервью прессе назвала двух судей «гангстерами и расистами» после того, как они бойкотировали песню косовских албанских певцов. Эдмонд Жулали, композитор песни и художественный руководитель FiK, подал запрос в совет RTSH о дисквалификации голосов жюри. Однако совет отклонил эту просьбу после 2-часовых прений.
- В 2013 году предполагаемое изменение в контрактном соглашении между фестивалем и косовской моделью Диэлзой Колгечи, ранее назначенной ведущей FiK 52, привело к тому, что Диэлза отказалась от своих обязанностей ведущей за несколько дней до прямого эфира. Она заявила, что первоначальные условия её контракта включали расходы на проживание и другие удобства для её личного помощника, однако изменённая версия не включала такие расходы, ссылаясь на подозрительную нехватку средств в бюджете фестиваля после смены директоров[23]. Фестиваль отреагировал на полемику, выпустив в эфир сатирическую рекламу, в которой ведущий Энкель Деми выглядел расстроенным известием об уходе Диэлзы, а три сменные ведущие-женщины (модель Маринела Мета, Мисс Албания 2011 Джесика Бербери и актриса Клеа Хута), подбадривают его, говоря, что они были бы более чем готовы стать соведущими шоу вместе с ним и что они не могут дождаться начала репетиций. В ответ Диэлза использовала некоторые известные газеты Албании, чтобы заявить, что заменить её будет невозможно, а также разъяснить, что она не была бы готова поступиться своими ценностями из-за одного шоу. Она сказала, что если бы ей было предоставлено достаточное уведомление об изменениях в контракте, она могла бы легко забронировать 10 000 гостиничных номеров для своего помощника через свою обширную базу связей. Однако она выразила уважение к истории фестиваля, несмотря на свои разногласия с нынешним персоналом. Тем временем Энкель, похоже, с юмором отнесся к высоким стандартам Диэлзы, заявив, что её присутствие повлияло на его рацион, имея в виду её требования к постному мясу, политому лимонным соком.
- Организаторам конкурса Festivali i Këngës 53 не удалось успешно забронировать приглашенных артистов для интервал-актов[24]. После отказа Кончиты Вурст ранее в декабре из-за плотного графика, Александр Рыбак, который изначально принял предложение выступить на FiK, также снялся в последнюю минуту после того, как его выступление в национальном финале Беларуси не принесло победы. Он заявил, что сочетание этого разочарования наряду с некоторыми недоразумениями с властями FiK, вынудило его объявить отказ. Реакция фанатов была неоднозначной: некоторые осуждали непрофессионализм, в то время как другие казались более чуткими. Организаторы FiK в конечном счёте положились на членов жюри Генца Даши и Рону Нишлиу, которые заменили Рыбака: Даши импровизировал на гитаре, а Нишлиу отдала дань уважения Ваче Зеле, которая умерла в феврале 2014 года. Также ходили слухи, что вступительный акт финала, состоящий из популярной скрипичной репризы прошлых записей FiK, был ироничным ответом организаторов на отказ Рыбака от выступления.
- Перед финалом 53-го конкурса Festivali i Këngës певица Бесиана Мехмети, которая должна была выступить в финале вместе со своим мужем Шкодраном Толайем с песней «Kështjella» (Крепость), заявила, что подверглась оскорблениям и угрозам со стороны организаторов конкурса. Она рассказала, что во время репетиции за кулисами организаторы, включая Шпетима Сарачи и Марьян Деда, угрожали им словесно и физически. Несмотря возможное снятие с конкурса, они выступили в финале, где заняли четвёртое место. Бесиана при этом подчеркнула, что «Шпетим Сарачи превратил фестиваль в монархию, где артистов можно оскорблять до самой низшей степени» [25].
- 23 февраля 2015 года Эльхаида Дани, после своей победы на Festivali i Këngës 53 с песней «Diell» (Солнце), объявила в социальных сетях об отзыве своей песни с конкурса «Евровидение-2015». Она объяснила это решением автора песни Альдо Шллаку, который отозвал разрешение на её использование из-за отказа подписать контракт с RTSH[26]. Альдо обвинил руководство вещателя в том, что оно определило победителя заранее и заставляет его с командой композиторов и авторов подписывать выгодные вещателю контракты, а певица Оргеса Заими поделилась мнением, что руководство RTSH «является мафией в албанской музыке»[27]. В результате было решено, что Эльхаида выступит на сцене Евровидения с песней «I'm Alive» (Я жива), написанной дуэтом Zzap & Chriss, Дарко Димитровым, Соколом Марси и Линдитой Халими[28].
- В 2015 году песня Эдеи Демалий «Era» (Ветер), написанная Адрианом Хилой и Панди Лачо, была дисквалифицирована директорами фестиваля, несмотря на то, что была включена в первоначальный список конкурсных работ[29]. Хила выразил свое недовольство во время интервью на телешоу Oktapod, оспаривая решение правления дисквалифицировать его песню просто потому, что её текст был написан ведущим Festivali i Këngës 54 Панди Лачо. Певица Эдея Демалия выбыла из конкурса, оставшись без песни. Её заменила Оргеса Заими, чья заявка не прошла отбор на этапе внутреннего предварительного отбора.
- Также в 2015 году победа Энеды Тарифы на Festivali i Këngës 54 вновь вызвала обвинения в предвзятости и коррупции со стороны жюри и организаторов фестиваля, поскольку СМИ и критики приписывали победу Тарифы её тесной дружбе и совместному бизнесу с нынешним художественным руководителем фестиваля Элтоном Дедой, а не её заслугам перед конкурентами. Честность жюри ранее была поставлена под сомнение, когда в финал прошли 22 заявки вместо запланированных 18, что вызвало подозрения, что некоторые певцы прошли в финал, основываясь на узнаваемости имен, а не на качестве песен. Ещё больше усилил недовольство тот факт, что вместо того, чтобы раскрывать полный набор голосов от каждого члена жюри, фестиваль вернулся к своей старой практике упоминания в финале только песен с самым высоким рейтингом, обходя любую личную ответственность за потенциально скомпрометированных членов жюри в процессе. Спорная победа Энеды Тарифы выдвинула на первый план старый конфликт певицы с албанским защитником прав ЛГБТ Кристи Пиндери. Тогда он публично бросил вызов моральным стандартам Тарифы после того, как она выступила с критикой триумфа Кончиты Вурст на конкурсе песни «Евровидение-2014». В то время Тарифа жаловалась, что победа Кончиты затмила саму музыку, позже уточнив, что «Евровидение» не распространяет правильный набор ценностей среди своей европейской аудитории, и что определённые ЛГБТ-группы добивались внимания и разоблачения на этом конкурсе. Её фрагментарная реакция, наряду с её опасениями по поводу того, как объяснить «Кончиту» своей семье, были отвергнуты Пиндери как приукрашенная гомофобия с её стороны. В жаркой перепалке со СМИ он бросил вызов интеллекту Тарифы вместе с её дипломом по социальной работе, вспомнив старое интервью в качестве журналиста своему предыдущему работодателю, где у него сложилось впечатление, что «она либо была не очень умна, либо не знала, как правильно формулировать умные вещи».
- В 2016 году возникли разногласия по поводу решения фестиваля не выполнять объявленное соотношение голосов жюри в 60 % и публики в 40 % во время финала. Вместо этого общественное голосование засчитало только 1/13 окончательного результата[30]. При соотношении 60/40 Линдита Халими сыграла бы вничью с Юлли Лимани со счетом 120 очков, и для определения победителя потребовалась бы процедура тай-брейка. Стоит отметить, что Халими получила голоса 11 присяжных по сравнению с 7 присяжными Лимани и получила высшие баллы от 5 присяжных по сравнению с 1 присяжным Лимани. Кроме того, Халими выиграла голосование жюри, набрав в два раза больше очков, чем Лимани (80 баллов против 40 баллов), в то время как Лимани выиграл общественное голосование, набрав в два раза больше, чем Халими (10 баллов против 5 баллов). Соотношение 60/40 потребовало бы, чтобы общественное голосование в 8 раз превышало голос 1 члена жюри из 12 человек.
- Также в 2016 году прозрачное платье Ледины Чело на первом полуфинале вызвало волну критики в албанских СМИ из-за семейно-ориентированно характера фестиваля. Её способности ведущего также подверглись резкой критике[31]. Журналистка Дасара Караискай, известная своим острым юмором, посетовала на ситуацию, прокомментировав, что Чело, должно быть, прочитала сценарий «через свою задницу».
- В 2017 году певец Кастро Зизо заявил, что его песня подверглась политической цензуре RTSH из-за её текста[32]. Вещатель заявил, что решение было принято жюри предварительного отбора, которое смогло отобрать только 22 из 70 представленных работ, не оставляя места политике, которая могла бы сыграть свою роль. Опубликовав текст полностью, Кастро заявил, что текст был наказан за изображение увеличения миграции, которое произошло в результате политики нынешнего правительства, обвинив в этом чиновников RTSH. Бывший премьер-министр Сали Бериша также высказал своё мнение, сравнив решение жюри с цензурой Ходжи в отношении фестиваля в 1970-х годах. Несколько дней спустя певец Клайди Мусабеллиу подал аналогичную жалобу, заявив, что он был шокирован, узнав, что его запись на тему миграции не прошла предварительный отбор[33]. Поскольку Мусабеллиу также работает на оппозиционную партию, его дисквалификация в полуфинале FiK также быстро стала политизированной.
- После сильного землетрясения, произошедшего 26 ноября 2019 года на западе Албании, RTSH сообщил о возможном переносе 58-го выпуска FiK с конца декабря 2019 на конец января следующего года, пока не будут проведены необходимые восстановительные работы. Позже вещатель подтвердил, что перенос не состоится, а Festivali i Këngës 58 пройдёт 19, 20 и 22 декабря 2019 года, как и было запланировано ранее.
- Арилена Ара выигрывает 58-й конкурс Festivali i KëngësВ 2019 году результаты Festivali i Këngës 58 вновь вызвали негативную реакцию зрителей фестиваля и поклонников Евровидения. Известная за пределами Албании певица Эльвана Джата со ставшей хитом песней «Me tana» (Со всем)[34] заняла второе место, уступив победу Арилене Аре с песней «Shaj» (Рёв). На следующий день RTSH опубликовал полные результаты голосования жюри: Арилена набрала 67 баллов, а Эльвана – 64. При этом все международные жюри отдали высший балл Эльване, в то время как двое албанских присяжных поставили её выступление гораздо ниже (на 5-е и 11-е место из 12-ти)[35]. Позже член жюри, музыковед Микаэла Минга объяснила, почему дала песне Эльваны 2 балла, чем вызвала негодование многих зрителей фестиваля, обвинивших её в ксенофобии: «В песне, помимо прочего, есть цыганские и западные мотивы. Они не имеют ничего общего с албанской музыкальной традицией. Большое количество просмотров обусловлено именно наличием этих влияний». Шквал негодования обрушился и на ведущую фестиваля Алькету Вейсиу, которая вместе с директором фестиваля Верой Грабоцка была ответственной за часть художественных решений фестиваля. Так совпало, что обе женщины работали над шоу X Factor Albania, после участия в котором прославилась Арилена Ара. Многих это натолкнуло на мысль, что результаты конкурса были подстроены. В своём аккаунте Instagram Алькета выложила несколько постов, в которых заявила, что «шокирована двумя баллами» Эльване от албанской присяжной: «После этого фестиваля, в который я вложила всю душу, я хочу сказать, что никогда не была и никогда не стану членом жюри ни при каких обстоятельствах. Я верю в меритократию и мне очень жаль, что на этой сцене я не могла дать голос публике. Прошу прощения, если я разочаровала вас, я понимаю и уважаю ваши чувства, пожалуйста, воздержитесь от обвинений. Я не была членом жюри и не выбирала жюри»[36]. Некоторые албанские певцы и артисты, включая Энеду Тарифу, также выразили несогласие с результатами фестиваля и скептически отнеслись к составу членов жюри. Через несколько дней, вероятно, из-за большого наплыва гневных комментариев, был удалён канал вещателя RTSH на YouTube вместе с 3,5 миллионами просмотров лирического видео песни «Me tana». Тем временем, Эльвана поддержала Арилену в соцсетях, которая также подверглась нападкам со стороны некоторых зрителей. Эльвана напомнила, что её проигрыш не является виной Арилены, и заявила, что 2 балла от Микаэлы «не помешают мне дарить [своим слушателям] любовь»[37]. Результаты этого фестиваля и последующая дискуссия вновь подняли вопрос о необходимости смены формата голосования, так как до сих пор победитель определялся преимущественно голосованием жюри, а телеголосование не проводилось с конкурса 2016 года[38]. Тем не менее, следующие четыре фестиваля FiK (с 59 по 62) прошли без объявления разбалловки от жюри, а телеголосование было введено лишь на 61-м конкурсе Festivali i Këngës (только для определения представителя на Евровидении от Албании), и его результаты также не были раскрыты. Лишь на 63-м фестивале было применено совмещённое голосование жюри, телезрителей из Албании и Косово и интернет-голосования диаспоры в соотношении 50/25/25 с показом всех баллов в прямом эфире финальной ночи конкурса.
- Эльвана Джата исполняет «Karnaval» во втором полуфинале Festivali i Këngës 63Небольшие разногласия вызвали результаты 63-го конкурса Festivali i Këngës, после которого, по чистой случайности, едва не «повторился» скандал 58-го фестиваля. Эльвана Джата с песней «Karnaval» (Карнавал) вновь заняла второе место на конкурсе, уступив дуэту Shkodra Elektronike с песней «Zjerm» (Огонь) несколько баллов (135 против 143). Изначально песня «Karnaval» была фаворитом зрителей конкурса и фанатов Евровидения, но после выступления Shkodra Elektronike в первом полуфинале и ночи ностальгии огромное внимание получила и песня «Zjerm». Оба конкурсанта были встречены бурными овациями зрителей и высоко оценены жюри, обе песни набрали почти одинаковое количество голосов: «Karnaval» набрал 74 балла от жюри, 19 баллов от СМС-голосования и 42 балла от диаспоры, а «Zjerm» получил 78 баллов от жюри, 42 балла от СМС-голосования и 23 балла от диаспоры. В то время, как остальные 6 членов жюри ставили Эльване 10 или 12 баллов, Йонида Маличи дала ей 8 баллов. Несмотря на довольно высокое место в личном рейтинге Йониды, зрителей смутили выражения лиц обеих певиц в этот момент. Многие предположили, что между коллегами произошёл конфликт[39]. Интересно то, что во время споров о результатах FiK 58 Йонида, несмотря на тесную дружбу с Эльваной, встала на сторону Арилены, из-за чего тоже была раскритикована фанатами Эльваны[40]. Свои отношения певицы давно не комментируют, что наталкивает на мысль, что бывшей дружбе настал конец. Некоторые комментаторы поделились мнением, что Йонида вполне могла поставить Эльване меньше баллов, но не стала этого делать, ведь тогда мог бы повториться скандал, произошедший после 58-го фестиваля. Сама Эльвана в своём аккаунте Instagram в сториз поздравила Shkodra Elektronike с победой, пожелала им успехов на грядущем Евровидении и добавила: «Давайте не будем говорить о ненависти – ей нет места в музыке и где-либо ещё». Стоит отметить, что, даже если бы Йонида поставила Эльвану на первое или второе место, то итоговый рейтинг FiK бы не изменился.
- Некоторых зрителей также смутила сама система голосования на Festivali i Këngës 63. Каждый член жюри выставлял от 1 до 8, 10 и 12 баллов понравившимся песням и общая сумма баллов жюри составила 406 баллов. В то же время СМС и онлайн голосование составило в сумме 80 и 70 баллов соответственно. Вместо обещанного соотношения 50/25/25 получилось соотношение приблизительно 73/14/13. Объяснение заключается в том, что соотношение рассматривается относительно максимальных баллов. То есть, максимальное количество баллов от одного присяжного составляет 12, всего от 7 членов жюри можно получить максимум 84 балла, что составит 50 процентов от общего результата. 25 процентов составляет СМС-голосование: исполнитель, набравший максимальное количество голосов, получает 42 балла как 25 процентов от максимального общего результата или половину от максимального балла жюри. Баллы остальным участникам отдаются пропорционально набранному ими количеству голосов по сравнению с первым местом. Таким же образом выставляются баллы от диаспоры. Максимально возможное количество баллов составит 168 баллов, а общая сумма будет варьироваться от конкурса к конкурсу (при использовании этой системы голосования в будущем).

## Список конкурсов
| Год  | Конкурс               | Ведущие                                                               | Место проведения                          | Директор                     |
| ---- | --------------------- | --------------------------------------------------------------------- | ----------------------------------------- | ---------------------------- |
| 1962 | Festivali i Këngës 1  | Маргарита Джепа и Luigj Gurakuqi Jr.                                  | ILA Venue                                 | Luigj Gurakuqi Jr.           |
| 1963 | Festivali i Këngës 2  | Vera Zheji и Skifter Këlliçi                                          | ILA Venue                                 | Luigj Gurakuqi Jr.           |
| 1964 | Festivali i Këngës 3  | Drita Bardhi и Vangjel Heba                                           | ILA Venue                                 | Luigj Gurakuqi Jr.           |
| 1965 | Festivali i Këngës 4  | Drita Bardhi и Bujar Kapexhiu                                         | ILA Venue                                 | Luigj Gurakuqi Jr.           |
| 1966 | Festivali i Këngës 5  | Drita Bardhi и Bujar Kapexhiu                                         | ILA Venue                                 | н/д                          |
| 1967 | Festivali i Këngës 6  | Albert Minga и Drita Bardhi                                           | ILA Venue                                 | н/д                          |
| 1968 | Festivali i Këngës 7  | Drita Bardhi и Roland Trebicka                                        | ILA Venue                                 | н/д                          |
| 1969 | Festivali i Këngës 8  | Elisabeta Vasili и Kiço Fotiadhi                                      | Национальный театр оперы и балета Албании | Albert Minga                 |
| 1970 | Festivali i Këngës 9  | Adriana Fishta и Mevlan Shanaj                                        | Национальный театр оперы и балета Албании | Albert Minga                 |
| 1971 | Festivali i Këngës 10 | Edi Luarasi и Viktor Zhusti                                           | Национальный театр оперы и балета Албании | Mihallaq Luarasi             |
| 1972 | Festivali i Këngës 11 | Edi Luarasi и Bujar Kapexhiu                                          | Национальный театр оперы и балета Албании | Mihallaq Luarasi             |
| 1973 | Festivali i Këngës 12 | Flutura Çangu и Pandi Siku                                            | Национальный театр оперы и балета Албании | Albert Minga                 |
| 1974 | Festivali i Këngës 13 | Арта Даде и Esat Teliti                                               | Национальный театр оперы и балета Албании | Albert Minga                 |
| 1975 | Festivali i Këngës 14 | Rezarta Malaj и Kastriot Caushi                                       | Национальный театр оперы и балета Албании | Mevlan Shanaj                |
| 1976 | Festivali i Këngës 15 | Rezana Celiku и Ilir Bibolli                                          | Национальный театр оперы и балета Албании | Albert Minga и Osman Mula    |
| 1977 | Festivali i Këngës 16 | Zerina Kuke и Ilir Bibolli                                            | Национальный театр оперы и балета Албании | Osman Mula                   |
| 1978 | Festivali i Këngës 17 | Zerina Kuke и Ndriçim Xhepa                                           | Национальный театр оперы и балета Албании | Osman Mula                   |
| 1979 | Festivali i Këngës 18 | Mimoza Tafaj и Pirro Kita                                             | Национальный театр оперы и балета Албании | Osman Mula                   |
| 1980 | Festivali i Këngës 19 | Silvana Braçe и Dhimitër Gjoka                                        | Национальный театр оперы и балета Албании | Osman Mula                   |
| 1981 | Festivali i Këngës 20 | Ndriçim Xhepa и Anisa Markajan                                        | Национальный театр оперы и балета Албании | Osman Mula                   |
| 1982 | Festivali i Këngës 21 | Dhimiter Gjoka и Dhurata Kasmi                                        | Национальный театр оперы и балета Албании | Osman Mula                   |
| 1983 | Festivali i Këngës 22 | Ndriçim Xhepa и Matilda Makoçi                                        | Национальный театр оперы и балета Албании | Osman Mula                   |
| 1984 | Festivali i Këngës 23 | Elvira Diamanti и Artan Imami                                         | Национальный театр оперы и балета Албании | Albert Minga                 |
| 1985 | Festivali i Këngës 24 | Yllka Mujo                                                            | Национальный театр оперы и балета Албании | Vera Grabocka                |
| 1986 | Festivali i Këngës 25 | Ema Ndoja                                                             | Национальный театр оперы и балета Албании | Vera Grabocka                |
| 1987 | Festivali i Këngës 26 | Silvana Braçe                                                         | Национальный театр оперы и балета Албании | Vera Grabocka                |
| 1988 | Festivali i Këngës 27 | Ina Gjika                                                             | Национальный театр оперы и балета Албании | Vera Grabocka                |
| 1989 | Festivali i Këngës 28 | Luiza Xhuvani                                                         | Дворец Конгрессов                         | Vera Grabocka                |
| 1990 | Festivali i Këngës 29 | Leon Menkshi и Kristi Rrapo                                           | Дворец Конгрессов                         | Osman Mula                   |
| 1991 | Festivali i Këngës 30 | Leon Menkshi, Ema Andrea и Rudina Magjistari                          | Дворец Конгрессов                         | Vera Grabocka                |
| 1992 | Festivali i Këngës 31 | Dritan Boriçi, Fjoralba Shehu, Sokol Balza и Rudina Magjistari        | Дворец Конгрессов                         | Leonard Gjata                |
| 1993 | Festivali i Këngës 32 | Silvana Braçe, Ndriçim Xhepa и Juela Meçani                           | Дворец Конгрессов                         | Leonard Gjata и Mishel Koçiu |
| 1994 | Festivali i Këngës 33 | Reiz Çiço и Doris Petrela                                             | Дворец Конгрессов                         | Vera Grabocka и Mishel Koçiu |
| 1995 | Festivali i Këngës 34 | Reiz Çiço и Doris Petrela                                             | Дворец Конгрессов                         | Osman Mula                   |
| 1996 | Festivali i Këngës 35 | Ардит Гебреа, Valbona Çoba и Rudina Magjistari                        | Дворец Конгрессов                         | Osman Mula                   |
| 1997 | Festivali i Këngës 36 | Adi Krasta, Vilma Papajani, Hygerta Sako и Monika Zguro               | Дворец Конгрессов                         | Leonard Gjata                |
| 1998 | Festivali i Këngës 37 | Gazmend Gjoka, Inis Gjoni, Hygerta Sako и Luigj Gurakuqi Jr.          | Дворец Конгрессов                         | Petrit Bozo                  |
| 1999 | Festivali i Këngës 38 | Adi Krasta, Inis Gjoni, Hygerta Sako и Klodiana Maliqi                | Дворец Конгрессов                         | Petrit Bozo                  |
| 2000 | Festivali i Këngës 39 | Erion Mustafaraj и Ornela Bregu                                       | Дворец Конгрессов                         | Leonard Gjata                |
| 2001 | Festivali i Këngës 40 | Alban Dudushi и Ornela Bregu                                          | Дворец Конгрессов                         | Leonard Gjata                |
| 2002 | Festivali i Këngës 41 | Adi Krasta и Ann Francis Vata                                         | Дворец Конгрессов                         | Pali Kuke                    |
| 2003 | Festivali i Këngës 42 | Adi Krasta и Ледина Чело                                              | Дворец Конгрессов                         | Pali Kuke                    |
| 2004 | Festivali i Këngës 43 | Leon Menkshi и Hueyda El Saied                                        | Дворец Конгрессов                         | Pali Kuke                    |
| 2005 | Festivali i Këngës 44 | Сони Малай и Drini Zeqo                                               | Дворец Конгрессов                         | Leonard Gjata                |
| 2006 | Festivali i Këngës 45 | Adi Krasta, Vesa Luma и Ermela Teli                                   | Дворец Конгрессов                         | Pali Kuke                    |
| 2007 | Festivali i Këngës 46 | Эльза Лила и Pirro Çako                                               | Дворец Конгрессов                         | Pali Kuke                    |
| 2008 | Festivali i Këngës 47 | Эльза Лила, Юлиан Деда и Gentian Zenelaj                              | Дворец Конгрессов                         | Pali Kuke                    |
| 2009 | Festivali i Këngës 48 | Alban Skënderaj и Miriam Cani                                         | Дворец Конгрессов                         | Osman Mula                   |
| 2010 | Festivali i Këngës 49 | Йонида Маличи, Josif Gjipali и Mirela Naska                           | Дворец Конгрессов                         | Бойкен Лако                  |
| 2011 | Festivali i Këngës 50 | Hygerta Sako, Enkeleida Zeko и Ник Джелилай                           | Дворец Конгрессов                         | Martin Leka                  |
| 2012 | Festivali i Këngës 51 | Энкель Деми и Floriana Garo                                           | Дворец Конгрессов                         | Petrit Beçi                  |
| 2013 | Festivali i Këngës 52 | Энкель Деми, Xhesika Berberi, Marinela Meta и Klea Huta               | Дворец Конгрессов                         | Petrit Bozo                  |
| 2014 | Festivali i Këngës 53 | Turjan Hyska, Floriana Garo и Liberta Spahiu                          | Дворец Конгрессов                         | Bledi Laço                   |
| 2015 | Festivali i Këngës 54 | Панди Лачо и Blerta Tafani                                            | Дворец Конгрессов                         | Bledi Laço                   |
| 2016 | Festivali i Këngës 55 | Ледина Чело и Kasem Hoxha                                             | Дворец Конгрессов                         | Rezart Aga                   |
| 2017 | Festivali i Këngës 56 | Adi Krasta                                                            | Дворец Конгрессов                         | Pali Kuke                    |
| 2018 | Festivali i Këngës 57 | Viktor Zhusti и Ana Golja                                             | Дворец Конгрессов                         | Инва Мула                    |
| 2019 | Festivali i Këngës 58 | Alketa Vejsiu                                                         | Дворец Конгрессов                         | Vera Grabocka                |
| 2020 | Festivali i Këngës 59 | Blendi Salaj и Jonida Vokshi                                          | Площадь Италия (на открытом воздухе)      | Pali Kuke                    |
| 2021 | Festivali i Këngës 60 | Ардит Гебреа, Isli Islami, Йонида Маличи, Kelvi Kadilli и Xhemi Shehu | Дворец Конгрессов                         | Реди Трени                   |
| 2022 | Festivali i Këngës 61 | Арбана Османи                                                         | Дворец Конгрессов                         | Эдуард Гришай                |
| 2023 | Festivali i Këngës 62 | Adriana Matoshi, Кледи Кадиу, Xhuliano Dule и Krisa Çaushi            | Дворец Конгрессов                         | Элтон Деда и Гриди Края      |
| 2024 | Festivali i Këngës 63 | Энкель Деми и Орнела Брегу                                            | Дворец Конгрессов                         | Реди Трени и Эльхаида Дани   |

## Победители
| 1962                                             | Festivali i Këngës 1  | Ваче Зела (w), Qemal Kërtusha                             | «Fëmija i parë»              | «Первый ребёнок»                   | Abdulla Grimci / Дионис Бубани                       |
| 1963                                             | Festivali i Këngës 2  | Nikoleta Shoshi (w), Rita Vako                            | «Flakë e borë»               | «Пламя снега»                      | Тиш Даия / Лазар Силики                              |
| 1964                                             | Festivali i Këngës 3  | Ваче Зела (w), Nikolin Gjergji                            | «Sot jam 20 vjeç»            | «Сегодня мне 20 лет»               | Llazar Morcka / Дионис Бубани                        |
| 1964                                             | Festivali i Këngës 3  | Ваче Зела (w), Klotilda Shantoja                          | «Dritaren kërkoj»            | «Ищу окно»                         | Tonin Harapi / Лазар Силики                          |
| 1965                                             | Festivali i Këngës 4  | Tonin Tërshana (w), Rita Vako                             | «Të dua o det»               | «Люблю тебя, о море»               | Tonin Harapi / Mark Gurakuqi                         |
| 1966                                             | Festivali i Këngës 5  | Ваче Зела (w), Ramiz Kovaçi                               | «Shqiponja e lirë»           | «Орёл свободен»                    | Pjetër Gaci / Исмаил Кадаре                          |
| 1967                                             | Festivali i Këngës 6  | Ваче Зела (w), Gaqo Çako                                  | «Këngë për Shkurte Vatën»    | «Песня для Шкурте Ватен»           | Ferdinand Deda / Ruzhdi Pulaha                       |
| 1968                                             | Festivali i Këngës 7  | Ваче Зела (w), Ramiz Kovaçi                               | «Mësuesi hero»               | «Учитель-герой»                    | Limoz Dizdari / Дритеро Аголы                        |
| 1969                                             | Festivali i Këngës 8  | Давид Тукичи (w), Rozeta Doraci                           | «Dhuratë për ditëlindje»     | «Подарок на день рождения»         | Nikolla Zoraqi / Фатос Арапи                         |
| 1970                                             | Festivali i Këngës 9  | Ваче Зела (w), Liljana Kondakçi                           | «Mesnatë»                    | «Полночь»                          | Shpëtim Kushta / Фатос Арапи                         |
| 1970                                             | Festivali i Këngës 9  | Gaqo Çako (w), Ema Qazimi                                 | «Shtëpia ku lindi partia»    | «Дом, где родилась партия»         | Nikolla Zoraqi / Agim Shehu                          |
| 1971                                             | Festivali i Këngës 10 | Tonin Tërshana (w), Sherif Merdani                        | «Kënga e nënës»              | «Песня матери»                     | Agim Prodani / Agim Shehu                            |
| 1972                                             | Festivali i Këngës 11 | Tonin Tërshana                                            | «Erdh pranvera»              | «Весна пришла»                     | Pjetër Gaci / Фатос Арапи                            |
| 1973                                             | Festivali i Këngës 12 | Ваче Зела (w), Ema Qazimi                                 | «Gjurmët e arta»             | «Золотые следы»                    | Kujtim Laro / Lirim Deda                             |
| 1974                                             | Festivali i Këngës 13 | Алида Хиску (w), Petrit Dobjani, Valentina Gjoni          | «Vajzat e fshatit tim»       | «Девушки из моей деревни»          | Enver Shëngjergji / Zhuliana Jorganxhi               |
| 1975                                             | Festivali i Këngës 14 | Алида Хиску (w), Ema Qazimi                               | «Buka e duarve tona»         | «Хлеб наших рук»                   | Kujtim Laro / Xhevahir Spahiu                        |
| 1976                                             | Festivali i Këngës 15 | Ваче Зела (w), Авни Мула                                  | «Nënë moj do pres gërshetin» | «Мама, я остригу косу»             | Авни Мула / Хюсни Милюши                             |
| 1977                                             | Festivali i Këngës 16 | Ваче Зела (w), Shpresa Spaho                              | «Gonxhe në pemën e lirisë»   | «Цветок на дереве свободы»         | Limoz Dizdari / Robert Shvarc и Zhuliana Jorganxhi   |
| 1978                                             | Festivali i Këngës 17 | Gaqo Çako (w), Ema Qazimi и Liljana Kondakçi              | «Këputa një gjethe dafine»   | «Я сорвал лавровый лист»           | Limoz Dizdari / Xhevahir Spahiu                      |
| 1979                                             | Festivali i Këngës 18 | Zeliha Sina и Liljana Kondakçi (w), Afërdita (Laçi) Zonja | «Festë ka sot Shqipëria»     | «В Албании сегодня праздник»       | Agim Prodani / Zhuliana Jorganxhi                    |
| 1980                                             | Festivali i Këngës 19 | Ваче Зела (w), Myfarete Laze                              | «Shoqet tona ilegale»        | «Наши друзья-нелегалы»             | Agim Prodani / Zhuliana Jorganxhi                    |
| 1981                                             | Festivali i Këngës 20 | Ema Qazimi (w), Liljana Kondakçi                          | «Krenari e brezave»          | «Гордость поколений»               | Feim Ibrahimi / Gjoke Beci                           |
| 1982                                             | Festivali i Këngës 21 | Marina Grabovari (w), Luan Zhegu                          | «Një djep në barrikadë»      | «Колыбелька на баррикаде»          | Авни Мула / Хюсни Милюши                             |
| 1983                                             | Festivali i Këngës 22 | Tonin Tërshana (w), Liljana Kondakçi                      | «Vajzë moj, lule moj»        | «О девочка, о цветочек»            | Luan Zhegu / Adelina Balashi                         |
| 1984                                             | Festivali i Këngës 23 | Gëzim Çela и Nertila Koka (w), Bashkim Alibali            | «Çel si gonxhe dashuria»     | «Как цветок цветёт любовь»         | Vladimir Kotani / Arben Duka                         |
| 1985                                             | Festivali i Këngës 24 | Парашкеви Симаку                                          | «Në moshën e rinisë»         | «В юном возрасте»                  | Vladimir Kotani / Arben Duka                         |
| 1986                                             | Festivali i Këngës 25 | Nertila Koka                                              | «Dy gëzime në një ditë»      | «Две радости за один день»         | Давид Тукичи / Gjoke Beci                            |
| 1987                                             | Festivali i Këngës 26 | Ирма Либохова и Эранда Либохова                           | «Nuk e harroj»               | «Я не забуду»                      | Agim Krajka / Arben Duka                             |
| 1988                                             | Festivali i Këngës 27 | Парашкеви Симаку                                          | «E duam lumturinë»           | «Мы хотим счастья»                 | Pirro Çako / Agim Doçi                               |
| 1989                                             | Festivali i Këngës 28 | Фредерик Ндочи, Маньола Наллбани и Юлия Ндочи             | «Toka e diellit»             | «Страна солнца»                    | Aleksander Peçi / Xhevahir Spahiu                    |
| 1990                                             | Festivali i Këngës 29 | Anita Bitri                                               | «Askush s’do ta besojë»      | «Никто не поверит»                 | Flamur Shehu / Jorgo Papingji                        |
| 1991                                             | Festivali i Këngës 30 | Ардит Гебреа                                              | «Jon»                        | «Джон»                             | Ардит Гебреа / Xhankarlo Milone и Zhuliana Jorganxhi |
| 1992                                             | Festivali i Këngës 31 | Александер Гьока, Маньола Наллбани и Виктор Тахирай       | «Pesha e fatit»              | «Тяжесть судьбы»                   | Osman Mula / Alqi Boshnjaku                          |
| 1993                                             | Festivali i Këngës 32 | Маньола Наллбани                                          | «Kur e humba një dashuri»    | «Когда я потеряла любовь»          | Vladimir Kotani / Jorgo Papingji                     |
| 1994                                             | Festivali i Këngës 33 | Mira Konçi                                                | «Të sotmen jeto»             | «Живи сегодня»                     | Shpëtim Saraçi / Alqi Boshnjaku                      |
| 1995                                             | Festivali i Këngës 34 | Ардит Гебреа                                              | «Eja»                        | «Приди»                            | Ардит Гебреа / Xhevahir Spahiu                       |
| 1996                                             | Festivali i Këngës 35 | Эльза Лила                                                | «Pyes lotin»                 | «Спрашиваю слезу»                  | Valentin Veizi / Enrjeta Sina                        |
| 1997                                             | Festivali i Këngës 36 | Эльза Лила                                                | «Larg urrejtjes»             | «Прочь от ненависти»               | Valentin Veizi / Alqi Boshnjaku                      |
| 1998                                             | Festivali i Këngës 37 | Albërie Hadërgjonaj                                       | «Mirësia dhe e vërteta»      | «Доброта и правда»                 | Luan Zhegu / Arben Duka                              |
| 1999                                             | Festivali i Këngës 38 | Аурела Гаче                                               | «S’jam tribu»                | «Я не из племени»                  | Adrian Hila / Jorgo Papingji                         |
| 2000                                             | Festivali i Këngës 39 | Rovena Dilo                                               | «Ante i tokës sime»          | «Антей моей земли»                 | Ардит Гебреа и Alfred Kaçinari / Rovena Dilo         |
| 2001                                             | Festivali i Këngës 40 | Аурела Гаче                                               | «Jetoj»                      | «Жить»                             | Adrian Hila / Jorgo Papingji                         |
| 2002                                             | Festivali i Këngës 41 | Mira Konçi                                                | «Brënda vetes më merr»       | «Прими меня внутрь себя»           | Shpëtim Saraçi / Панди Лачо                          |
| Конкурс песни Евровидение (2003–настоящее время) |                       |                                                           |                              |                                    |                                                      |
| 2003                                             | Festivali i Këngës 42 | Аньеза Шахини                                             | «Imazhi yt»                  | «Твой образ»                       | Edmond Zhulali / Agim Doçi                           |
| 2004                                             | Festivali i Këngës 43 | Ледина Чело                                               | «Nesër shkoj»                | «Завтра я ухожу»                   | Adrian Hila / Панди Лачо                             |
| 2005                                             | Festivali i Këngës 44 | Луиз Эйлли                                                | «Zjarr e ftohtë»             | «Холодный огонь»                   | Klodian Qafoku / Dr. Flori                           |
| 2006                                             | Festivali i Këngës 45 | Фредерик и Аида Ндочи                                     | «Balada e gurit»             | «Баллада о камне»                  | Adrian Hila / Панди Лачо                             |
| 2007                                             | Festivali i Këngës 46 | Ольта Бока                                                | «Zemrën e lamë peng»         | «Мы поставили ставкой наши сардца» | Adrian Hila / Панди Лачо                             |
| 2008                                             | Festivali i Këngës 47 | Кейси Тола                                                | «Më merr në ëndërr»          | «Возьми меня в свои мечты»         | Edmond Zhulali / Agim Doçi                           |
| 2009                                             | Festivali i Këngës 48 | Юлиана Паша                                               | «Nuk mundem pa ty»           | «Не могу без тебя»                 | Ардит Гебреа / Pirro Çako                            |
| 2010                                             | Festivali i Këngës 49 | Аурела Гаче                                               | «Kënga ime»                  | «Моя песня»                        | Shpëtim Saraçi / Sokol Marsi                         |
| 2011                                             | Festivali i Këngës 50 | Рона Нишлиу                                               | «Suus»                       | «Свой»                             | Florent Boshnjaku / Рона Нишлиу                      |
| 2012                                             | Festivali i Këngës 51 | Адриан Люльгюрай и Бледар Сейко                           | «Identitet»                  | «Идентичность»                     | Бледар Сейко / Эда Сейко                             |
| 2013                                             | Festivali i Këngës 52 | Херциана Матмуя                                           | «Zemërimi i një nate»        | «Гнёв одной ночи»                  | Genti Lako / Jorgo Papingji                          |
| 2014                                             | Festivali i Këngës 53 | Эльхаида Дани                                             | «Diell»                      | «Солнце»                           | Aldo Shllaku / Viola Trebicka и Sokol Marsi          |
| 2015                                             | Festivali i Këngës 54 | Энеда Тарифа                                              | «Përrallë»                   | «Сказка»                           | Olsa Toqi (муз. и сл.)                               |
| 2016                                             | Festivali i Këngës 55 | Линдита                                                   | «Botë»                       | «Мир»                              | Klodian Qafoku / Gerald Xhari                        |
| 2017                                             | Festivali i Këngës 56 | Евгент Бушпепа                                            | «Mall»                       | «Ностальгия»                       | Евгент Бушпепа (муз. и сл.)                          |
| 2018                                             | Festivali i Këngës 57 | Йонида Маличи                                             | «Ktheju tokës»               | «Возвращение на Родину»            | Eriona Rushiti (муз. и сл.)                          |
| 2019                                             | Festivali i Këngës 58 | Арилена Ара                                               | «Shaj»                       | «Рёв»                              | Дарко Димитров / Lindon Berisha                      |
| 2020                                             | Festivali i Këngës 59 | Анджела Перистери                                         | «Karma»                      | «Карма»                            | Kledi Bahiti / Olti Curri                            |
| 2021                                             | Festivali i Këngës 60 | Ронела Хаяти                                              | «Sekret»                     | «Секрет»                           | Ronela Hajati (муз. и сл.)                           |
| 2022                                             | Festivali i Këngës 61 | Эльза Лила                                                | «Evita»                      | «Эвита»                            | Эльза Лила (муз. и сл.)                              |
| 2023                                             | Festivali i Këngës 62 | Маль Реткоцери                                            | "Çmendur"                    | "Сумасшедший"                      | Маль Реткоцери (муз. и сл.)                          |
| 2024                                             | Festivali i Këngës 63 | Shkodra Elektronike                                       | "Zjerm"                      | "Огонь"                            | Shkodra Elektronike (муз. и сл.)                     |

### Повторяющиеся победители
По состоянию на 2024 год Ваче Зела является рекордсменом по наибольшему количеству побед, выиграв конкурс одиннадцать раз, за ней следуют Тонин Тершана с четырьмя победами, Аурела Гаче, Маньола Наллбани и Эльза Лила с тремя победами соответственно.
| Артист           | Число побед | Годы                                                          |
| ---------------- | ----------- | ------------------------------------------------------------- |
| Ваче Зела        | 11          | 1962, 1964(x2), 1966, 1967, 1968 1970, 1973, 1976, 1977, 1980 |
| Тонин Тершана    | 4           | 1965, 1971, 1972, 1983                                        |
| Маньола Наллбани | 3           | 1989, 1992, 1993                                              |
| Эльза Лила       | 3           | 1996, 1997, 2022                                              |
| Аурела Гаче      | 3           | 1999, 2001, 2010                                              |
| Гачо Чако        | 2           | 1970, 1978                                                    |
| Алида Хиску      | 2           | 1974, 1975                                                    |
| Нертила Кока     | 2           | 1984, 1986                                                    |
| Парашкеви Симаку | 2           | 1985, 1988                                                    |
| Фредерик Ндочи   | 2           | 1989, 2006                                                    |
| Ардит Гебреа     | 2           | 1991, 1995                                                    |
| Мира Кончи       | 2           | 1994, 2002                                                    |